# Джон Вустерський

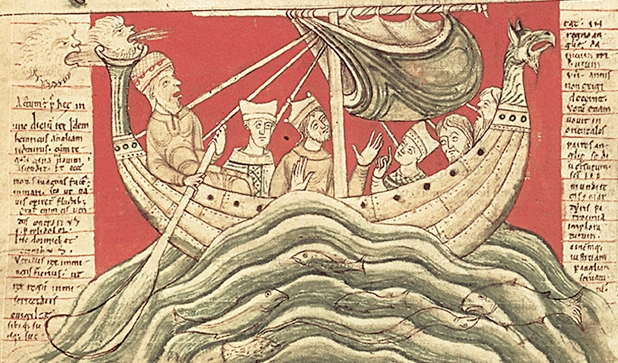
Повернення Генріха I до Англії. Мініатюра рукопису хроніки Джона Вустерського з бібліотеки коледжу Тіла Христового (Оксфорд)

Джон Вустерський (англ. John of Worcester; до 1095 — близько 1140) — середньовічний англійський хроніст, монах-бенедиктинець з пріорату Пресвятої Діви Марії у Вустері, автор «Хроніки з хронік» (лат. Chronicon ex chronicis), або «Хроніки хронік» (лат. Chronica chronicarum). Раніше передбачалося, що йому належить лише остання частина цього латинського твору, автора ж основної звали Флоренсом Вустерським (англ. Florence of Worcester). Уже вважається доведеним, що саме Джон був єдиним автором «Chronicon ex chronicis».

## Біографія

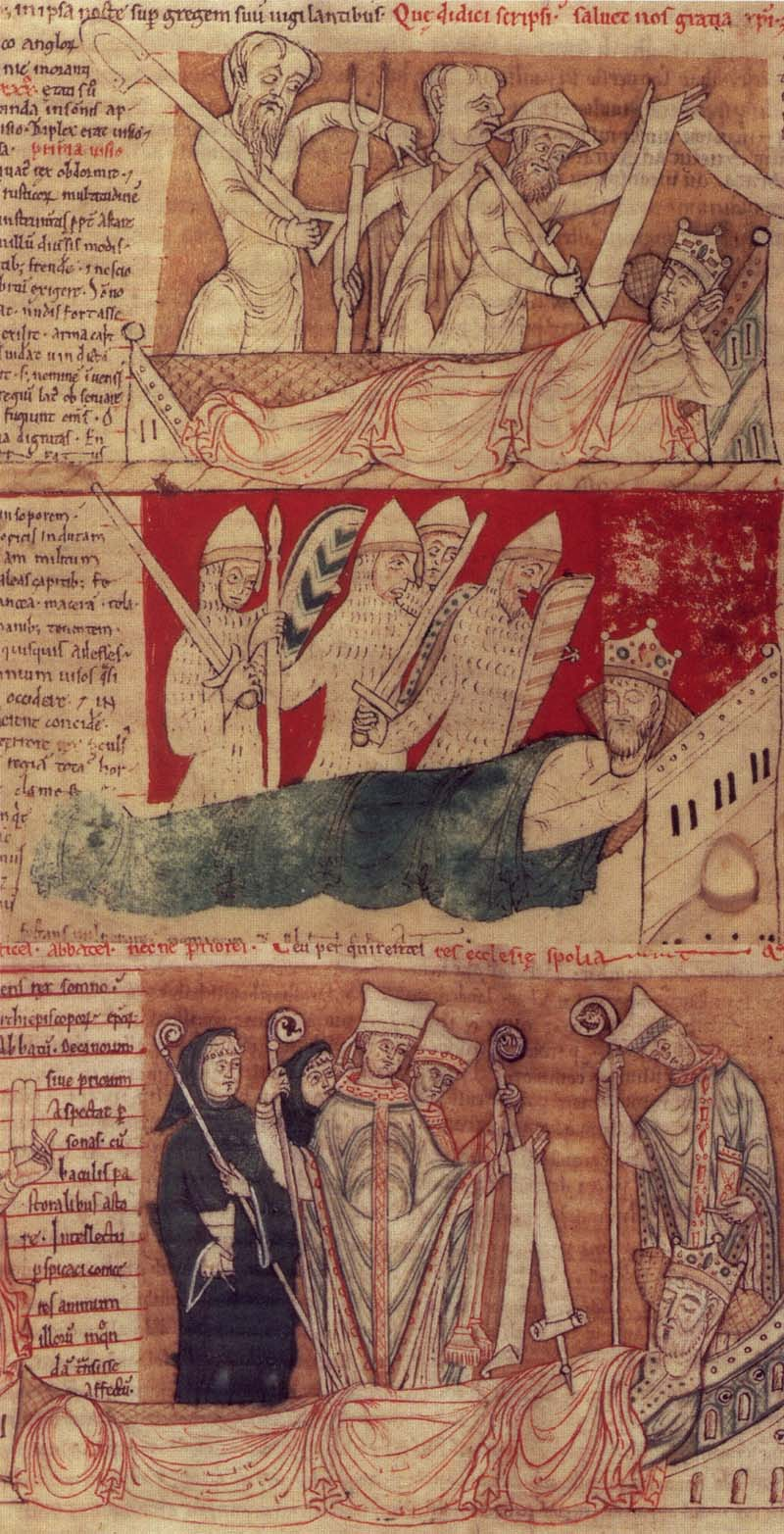
Бачення Генріха I. Мініатюра рукопису хроніки Джона Вустерського з бібліотеки коледжу Тіла Христового (Оксфорд)

Про Джона відомо лише те, що він був ченцем у бенедиктинському пріораті у Вустері. Його «Хроніка з хронік» (лат. Chronicon ex chronicis) викладає події всесвітньої історії від Різдва Христового до 1140 року. Це перша в середньовічній англійській історіографії спроба викладу всесвітньої історії, проте історичне значення мають лише її глави, що стосуються нормандського завоювання та розвитку Англії у період англонормандської монархії, які містять унікальний матеріал з політичної історії країни. Причому найбільшу цінність мають ті, що написані самим Джоном виходячи з його власних знань і вражень, що охоплюють час з 1118 по 1140 рік, тобто кінець правління Генріха I і початок громадянської війни в Англії при Стефані Блуаському.
Його сучасник Ордерік Віталій у своїй «Церковній історії» повідомляє: «Джон Вустерський, англієць родом, чернець з Вустера, чоловік високоповажний і високовчений, у своїх доповненнях до хроніки Маріана Скота зібрав достовірні записи про події, починаючи з правління короля Вільгельма Рудого і короля Генріха, і до наших днів».
В описі ранніх періодів хроніка Джона Вустерського є компіляцією з праць Беди Преподобного, однієї з версій «Англосаксонських хронік», «Життя Альфреда» Ассера, «Житія св. Освальда» Біртферта з Рамсі, «Житія св. Дунстана» Аделарда Гентського, «Житія св. Альфхеа» Осберна Кентерберійського, а також хроніки ірландського ченця Маріана Скота, причому найбільший вплив на автора, очевидно, зробив останній. На думку низки дослідників, історія нормандського завоювання Англії і правління Вільгельма Завойовника основана на роботі Флоренса Вустерського, яка незбереглася, мабуть, ченця тієї ж обителі, що помер близько 1118 року, а в основу опису періоду правління Вільгельма II лягла «Нова історія» Едмера Кентерберійського. Не виключено також, що Джон мав у своєму розпорядженні те саме невідоме джерело, що і його сучасник Вільям Мальмсберійський, оскільки його «Хроніка хронік», як і «Хроніка англійських королів» Вільяма, містила схожий матеріал, відсутній в інших англійських хроніках.

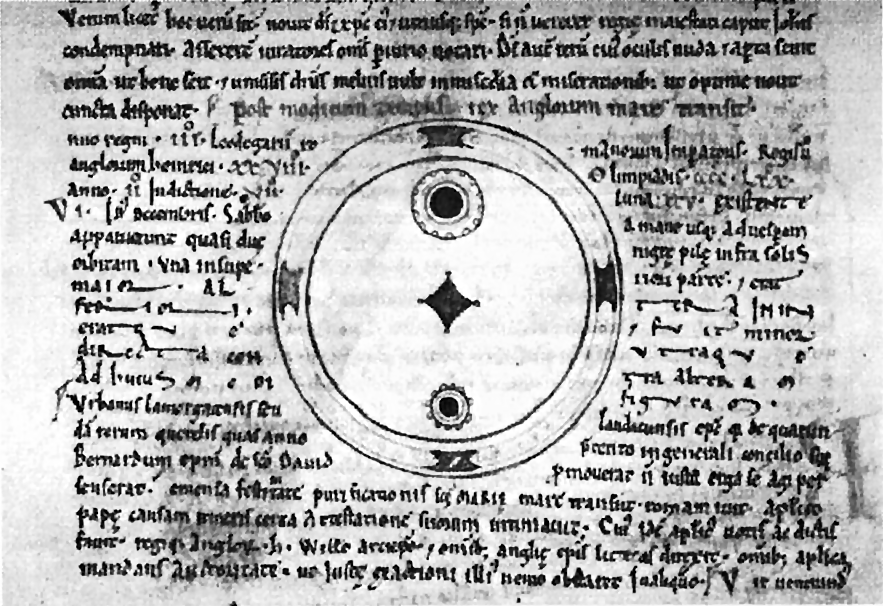
Малюнок сонячних плям 1128 року, зроблений Джоном Вустерським, - найдавніше відоме зображення сонячної плями у світі.

У «Хроніці з хронік» можна знайти перший відомий ілюстрований запис сонячних плям:
|  | На третій рік правління Лотаря, імператора римлян, на двадцять восьмому році правління короля Англії Генріха... у суботу, 8 грудня, з ранку до вечора на тлі сонця з'явилися дві чорні сфери. |

Останні розділи «Хроніки з хронік», присвячені подіям до 1152 року, ймовірно належать перу анонімного продовжувача, що спирається головним чином на «Історію англів» Генріха Гантінгдонського. Існують і пізніші продовження хроніки до кінця XIII століття, написані ченцями бенедиктинського абатства в Бері-Сент-Едмундсі Джоном з Такстера і Джоном з Еверсдена.
«Хроніка хронік» Джона Вустерського збереглася в п'яти манускриптах XII—XIII століть з Бодліанської бібліотеки (MS Bodley 297) та бібліотеки коледжу Тіла Христового (MS 157) Оксфордського університету, бібліотеки коледжу Тіла Христового Триніті-коледжу в Дубліні (MS 502) та бібліотеки Ламбетського палацу в Лондоні (MS 42).
Повне двотомне видання оригінального тексту хроніки опублікували у 1848—1849 роках у Лондоні за редакцією філолога Бенджаміна Торпа. Історик-архівіст Джозеф Стівенсон 1854 року випустив коментований англійський переклад у першій частині 2-го тому «Збори церковних істориків Англії». Наново відредагована публікація хроніки в оригіналі і в перекладі вийшла друком 1908 року в Оксфорді під редакцією історика-медієвіста Джона Реджинальда Гомера Вівера, і витримала кілька перевидань.
Джону Вустерському також приписують доведену до 1123 коротку латинську хроніку «Chronicula», що збереглася в єдиному рукописі XIII століття (MS 503) з бібліотеки дублінського Триніті-коледжу та не має історичної цінності.